# Himne nacional de Bolívia
L'Himne Nacional de Bolívia va ser estrenat el 18 de novembre de 1845 en la ciutat de La Paz, davant el Palau de Govern a les dotze del migdia, amb uns 90 instrumentistes pertanyents a les bandes militars dels batallons cinquè, sisè i vuitè, els quals fan escoltar per primera vegada la Cançó Patriòtica, tal com va ser anomenada en estrenar-se.
Aquell dia es festejava el quart aniversari de la batalla d'Ingavi amb diversos actes de magnitud extraordinària, entre els quals es destacaven l'obertura del Teatre Municipal i l'estrena de l'Himne Nacional.
Autors:
Lletra: José Ignacio de Sanjinés, autor de la lletra de l'Himne Nacional, jurisconsult, legislador i poeta, va néixer a Chuquisaca l'any 1786 i va morir en Sucre el 15 d'agost de 1864.
Música: Leopoldo Benedetto Vincentti, va néixer a Roma, va cursar estudis al Conservatori de París, va ser contractat per l'almirall Du Thus, perquè els acompanyés en el seu segon viatge al voltant del món. Va passar per Xile i després va ser portat pel President Ballivían a Bolívia on es va quedar vivint a la ciutat de La Paz, i on es va casar amb una dona boliviana. Anys després tornà al seu país, on va morir.
En el govern del General Manuel Isidoro Belzu, en 1851 mitjançant Decret Suprem es va oficialitzar l'Himne Nacional de Bolívia i es va enviar a imprimir perquè fos distribuït a les escoles, on des de llavors s'executa i entona en tots els actes oficials escolars.

## Breu Història de l'Himne Nacional
El 18 de novembre de 1845, amb motiu de la celebració del quart aniversari de la "Batalla d'Ingavi", va ser inaugurat el Teatre Municipal amb l'estrena de la "Cançó Patriòtica", avui Himne Nacional.
El General José Ballivián va advertir la manca d'una cançó patriòtica; la República no tenia un himne, per la qual cosa les petites bandes de l'Exèrcit executaven peces populars o repetien les marxes dels exèrcits espanyols, però cap no arribava a conquerir el fervor popular.
Va ser en aquestes circumstàncies que Ballivián va tenir coneixement de la visita a Xile del prestigiós mestre i compositor Leopoldo Benedetto Vincenti, a qui va convidar per compondre, mitjançant un contracte, la música de l'Himne Nacional.
Vincenti va arribar a La Paz el setembre de 1845 i va trobar les bandes musicals en un estat calamitós, segons es va poder establir per les seves cartes familiars. El seu treball va ser esgotador, moltes vegades anava a dormir vestit per anar de matinada a les casernes.
Els assaigs van ser llargs i urgents. Vincenti rebutjava un text i un altre. Va ser llavors quan José Ignacio Sanjinéz, advocat i poeta, li va presentar els versos del que avui és l'Himne Nacional de Bolívia, redactats originàriament en castellà.
El matí del 18 de novembre d'aquell mateix any es va realitzar un important Te-Deum a la Catedral de la Plaça Murillo, davant del Palau de Govern a les dotze del migdia, l'expectativa era general, les bandes militars dels Batallons 5è, 6è i 8è van fer escoltar, per primera vegada, els vibrants acords de la Cançó Patriòtica.
Aquella mateixa nit es va estrenar l'Himne Nacional al flamant Teatre Municipal, en un interessant programa de caràcter líric-musical, al qual van assistir: el President de la República Gral. José Ballivián amb el seu gabinet, autoritats prefecturales, municipals i públic congregat.
El nou teatre estava ple a vessar. La cançó es va interpretar en la seva integritat, el cor va emocionar Vincenti i els seus ulls s'ennuegaren en llàgrimes.
La concurrència es va desfer en aplaudiments. Les exclamacions de joia van premiar la brillant actuació coral. Hi va haver llàgrimes i una profunda emoció es va apoderar de tots. els procuradors del govern, el mateix heroi d'Ingavi, el president Ballivián va felicitar efusivament els autors de l'Himne Nacional.

## Lletres de l'Himne Nacional
L'Himne nacional de Bolívia va ser redactat originalment en castellà, i és en aquest idioma en què s'ensenya oficialment en escoles i casernes i la versió que s'usa en tots els actes oficials. Tanmateix, hi ha versions d'aquest himne a les tres llengües originàries més esteses del país: l'aimara, el quítxua i el guaraní.

### Lletra originalment redactada encastellà
I
Bolivianos: el hado propicio
coronó nuestros votos y anhelo;
es ya libre, ya libre este suelo,
ya cesó su servil condición.
Al estruendo marcial que ayer fuera
y al clamor de la guerra horroroso
siguen hoy, en contraste armonioso,
dulces himnos de paz y de unión. (BIS)
Coro
De la patria el alto nombre
en glorioso esplendor conservemos
y en sus aras de nuevo juremos
¡Morir antes que esclavos vivir!
II
Loor eterno a los bravos guerreros
Cuyo heroico valor y firmeza
Conquistaron las glorias que empieza
Hoy Bolivia feliz a gozar
Que sus nombres el mármol y el bronce
A remotas edades transmitan
Y en sonoros cantares repitan:
¡Libertad!, ¡Libertad!, ¡Libertad! (BIS)
Coro
III
Aquí alzó la justicia su trono
Que la vil opresión desconoce
Y en su timbre glorioso legose
¡Libertad!, ¡Libertad!, ¡Libertad!
Esta tierra inocente y hermosa
Que ha debido a Bolívar su nombre
Es la patria feliz donde el hombre
Vive el bien de la dicha y la paz. (BIS)
Coro
IV
Si extranjero poder algún día,
Sojuzgar a Bolivia intentare
A destino fatal se prepare
Que amenaza a soberbio invasor
Que los hijos del grande Bolívar
Han ya mil y mil veces jurado
Morir antes que ver humillado
De la patria el augusto pendón.
Coro

### Traducció alcatalà
I
Bolivians: el fat propici
Va coronar els nostres vots i anhel;
És ja lliure, ja lliure aquest sòl,
Ja va cessar la seva servil condició.
En estrèpit marcial que ahir fos
I al clam de la guerra horrorós
Segueixen avui, en contrast harmoniós,
Dolços himnes de pau i d'unió. (BIS)
Cor
De la pàtria l'alt nom
En gloriós esplendor conservem
I en els seus nom de nou jurem
Morir abans que esclaus viure!
II
Lloança eterna als braus guerrers
Que l'heroic valor i fermesa
Conqueriren les glòries que comença
Avui Bolívia feliç a gaudir
Que els seus noms el marbre i el bronze
A remotes edats transmetin
I en sonors càntics repeteixin:
Llibertat!, Llibertat!, Llibertat! (BIS)
Cor
III
Aquí va alçar la justícia el seu tron
Que la vil opressió desconeix
I en el seu timbre gloriós es va llegar
Llibertat!, Llibertat!, Llibertat!
Aquesta terra innocent i bella
Que per causa de Bolívar té el seu nom
És la pàtria feliç on l'home
Viu el bé de la joia i la pau. (BIS)
Cor
IV
Si estranger poder algun dia,
Subjugar a Bolívia intentés
A destí fatal es prepari
Que amenaça al superb invasor
Que els fills del gran Bolívar
Han ja mil i mil vegades jurat
Morir abans que veure humiliat
De la pàtria l'august pendó.
Cor

### Traducció moderna a l'idiomaaimaraètnia de l'altiplà del país
"phuq'asiwa.
Uraqisax qhispiyataw,
pakuñas, mit'añas tukusitaw.
Nayrapachha
Jichast mä chuymak saskakiwa
muxsa mayacht'ir q'uchuwina.
Taq'itaki (coro)
Qullasuyu jach'a sutipa,
qhapax suma k'axañapa imañani.
Sutiparu wastat surañani,
¡Jiwañan janirkuch t'aq'iskasin!
¡Jiwañan janirkuch t'aq'iskasin!
¡Jiwañan janirkuch t'aq'iskasin!

### Traducció moderna alquítxuaètnia de les valls del país
Qullasuyu, may sumaq kawsaypi
hatun parlan munasqanchikta,
qhispisqa, qhispisqa kay suyu,
samanña qunqur chaki kayninqa.
Allin sinchi p'utuynin qayna karqa,
manchay tinkuy qhapariyninwan,
kunanmi khuskachasqa purichkan
misk'i takina thakwan tantasqa.
Cor
Llaqtanchik pata hatum sutinta
wiñay kusiy k'anchaypi waqaychasun,
kumusninpi watiq tatalikusun:
Wañuy qunqur chaki kawsayta!
Wañuy qunqur chaki kawsayta!
Wañuy qunqur chaki kawsayta!

### Traducció moderna alMoxeñoètnia del nord-est del país
Bolivianos Viuusamrecre viti
Titecpopo yvoo"ogne vit
Tiuchcu"po pjoca vye"e "pog"e
Titovopo to naemponnosiravi
Tiutsio"choo"ini "chopegiene nae"rorisra
Taegnepo to "chopegiene guerra
Tcutcucompo tiuriono tajicho
Taegnepo titotijvocrepo vjirosare
Pjoca "pog"e
Toonagne taéjare
Vechpojricgienenajíchapo viti
Te tamíro"u vijroca vechjiriivo
Vepenapo vovcuquimponnojcosi.